# NGC 5335
NGC 5335 é uma galáxia espiral barrada (SBb) localizada na direcção da constelação de Virgo. Possui uma declinação de +02° 48' 53" e uma ascensão recta de 13 horas, 52 minutos e 56,5 segundos.
A galáxia NGC 5335 foi descoberta em 9 de Abril de 1828 por John Herschel.